# Žarovnica
Žarovnica is een plaats in de gemeente Lepoglava in de Kroatische provincie Varaždin. De plaats telt 928 inwoners (2001).